# Championnat du monde de vitesse moto 1994
Navigation
Édition précédente Édition suivante
Le Championnat du monde de vitesse moto 1994 est la 46e saison de vitesse moto organisée par la FIM.

Ce championnat comporte quatorze courses de Grand Prix, pour trois catégories : 500 cm3, 250 cm3 et 125 cm3.

## Attribution des points
Les points du championnat sont attribués aux quinze premiers de chaque course :
| Classement | 1  | 2  | 3  | 4  | 5  | 6  | 7 | 8 | 9 | 10 | 11 | 12 | 13 | 14 | 15 |
| ---------- | -- | -- | -- | -- | -- | -- | - | - | - | -- | -- | -- | -- | -- | -- |
| Points     | 25 | 20 | 16 | 13 | 11 | 10 | 9 | 8 | 7 | 6  | 5  | 4  | 3  | 2  | 1  |

## Grand Prix de la saison
| N° | Course                           | Lieu          | Vainqueur 125 cm³ | Vainqueur 250 cm³    | Vainqueur 500 cm³ | Résultat |
| -- | -------------------------------- | ------------- | ----------------- | -------------------- | ----------------- | -------- |
| 1  | Grand Prix d'Australie           | Eastern Creek | Kazuto Sakata     | Max Biaggi           | John Kocinski     | Résultat |
| 2  | Grand Prix de Malaisie           | Shah Alam     | Noboru Ueda       | Max Biaggi           | Michael Doohan    | Résultat |
| 3  | Grand Prix du Japon              | Suzuka        | Takeshi Tsujimura | Tadayuki Okada       | Kevin Schwantz    | Résultat |
| 4  | Grand Prix d'Espagne             | Jerez         | Kazuto Sakata     | Jean-Philippe Ruggia | Michael Doohan    | Résultat |
| 5  | Grand Prix d'Autriche            | Salzburgring  | Dirk Raudies      | Loris Capirossi      | Michael Doohan    | Résultat |
| 6  | Grand Prix d'Allemagne           | Hockenheim    | Dirk Raudies      | Loris Capirossi      | Michael Doohan    | Résultat |
| 7  | Grand Prix des Pays-Bas          | Assen         | Kazuto Sakata     | Max Biaggi           | Michael Doohan    | Résultat |
| 8  | Grand Prix d'Italie              | Mugello       | Noboru Ueda       | Ralf Waldmann        | Michael Doohan    | Résultat |
| 9  | Grand Prix de France             | Le Mans       | Noboru Ueda       | Loris Capirossi      | Michael Doohan    | Résultat |
| 10 | Grand Prix de Grande-Bretagne    | Donington     | Takeshi Tsujimura | Loris Capirossi      | Kevin Schwantz    | Résultat |
| 11 | Grand Prix de République tchèque | Brno          | Kazuto Sakata     | Max Biaggi           | Michael Doohan    | Résultat |
| 12 | Grand Prix des États-Unis        | Laguna Seca   | Takeshi Tsujimura | Doriano Romboni      | Luca Cadalora     | Résultat |
| 13 | Grand Prix d'Argentine           | Buenos Aires  | Jorge Martínez    | Tadayuki Okada       | Michael Doohan    | Résultat |
| 14 | Grand Prix d'Europe              | Catalunya     | Dirk Raudies      | Max Biaggi           | Luca Cadalora     | Résultat |

## Résultats de la saison

### Championnat 1994 catégorie 500 cm³
| Clas. | Pilote          | N° | Pays        | Constructeur        | Points | Victoires |
| ----- | --------------- | -- | ----------- | ------------------- | ------ | --------- |
| 1     | Michael Doohan  | 4  | Australie   | HRC-Honda           | 317    | 9         |
| 2     | Luca Cadalora   | 5  | Italie      | Marlboro-Yamaha     | 174    | 2         |
| 3     | John Kocinski   | 11 | États-Unis  | Cagiva              | 172    | 1         |
| 4     | Kevin Schwantz  | 1  | États-Unis  | Lucky Strike-Suzuki | 169    | 2         |
| 5     | Alberto Puig    | 17 | Espagne     | Ducados-Honda       | 152    | 0         |
| 6     | Àlex Crivillé   | 8  | Espagne     | HRC-Honda           | 144    | 0         |
| 7     | Shinichi Itoh   | 7  | Japon       | HRC-Honda           | 141    | 0         |
| 8     | Alex Barros     | 6  | Brésil      | Lucky Strike-Suzuki | 134    | 0         |
| 9     | Doug Chandler   | 10 | États-Unis  | Cagiva              | 103    | 0         |
| 10    | Niall Mackenzie | 50 | Royaume-Uni | Slick 50-Yamaha     | 83     | 0         |

### Championnat 1994 catégorie 250 cm³
| Clas. | Pilote               | N° | Pays      | Constructeur | Points | Victoires |
| ----- | -------------------- | -- | --------- | ------------ | ------ | --------- |
| 1     | Max Biaggi           | 4  | Italie    | Aprilia      | 234    | 5         |
| 2     | Tadayuki Okada       | 8  | Japon     | Honda        | 214    | 2         |
| 3     | Loris Capirossi      | 2  | Italie    | Honda        | 199    | 4         |
| 4     | Doriano Romboni      | 5  | Italie    | Honda        | 170    | 1         |
| 5     | Ralf Waldmann        |    | Allemagne | Honda        | 156    | 1         |
| 6     | Jean-Philippe Ruggia | 6  | France    | Aprilia      | 149    | 1         |
| 7     | Tetsuya Harada       | 1  | Japon     | Yamaha       | 109    | 0         |
| 8     | Jean-Michel Bayle    |    | France    | Aprilia      | 105    | 0         |
| 9     | Luis d'Antin         |    | Espagne   | Honda        | 100    | 0         |
| 10    | Nobuatsu Aoki        | 10 | Japon     | Honda        | 95     | 0         |

### Championnat 1994 catégorie 125 cm³
| Clas. | Pilote              | N° | Pays      | Constructeur | Points | Victoires |
| ----- | ------------------- | -- | --------- | ------------ | ------ | --------- |
| 1     | Kazuto Sakata       | 2  | Japon     | Aprilia      | 224    | 4         |
| 2     | Noboru Ueda         |    | Japon     | Honda        | 194    | 3         |
| 3     | Takeshi Tsujimura   | 3  | Japon     | Honda        | 190    | 3         |
| 4     | Dirk Raudies        | 1  | Allemagne | Honda        | 162    | 3         |
| 5     | Peter Öttl          |    | Allemagne | Aprilia      | 160    | 0         |
| 6     | Jorge Martínez      | 7  | Espagne   | Yamaha       | 135    | 1         |
| 7     | Stefano Perugini    |    | Italie    | Aprilia      | 106    | 0         |
| 8     | Masaki Tokudome     |    | Japon     | Honda        | 87     | 0         |
| 9     | Olivier Petrucciani | 7  | Suisse    | Aprilia      | 74     | 0         |
| 10    | Herri Torrontegui   | 9  | Espagne   | Aprilia      | 73     | 0         |